# La Plata (Missouri)
La Plata – miasto w Stanach Zjednoczonych, w stanie Missouri, w hrabstwie Macon.